# امانولاپور
امانولاپور (به لاتین: Amanullapur) یک منطقهٔ مسکونی در بنگلادش است که در استان چیتاگونگ واقع شده‌است.